# École spéciale militaire de Saint-Cyr
École spéciale militaire de Saint-Cyr (ÉSM Saint-Cyr) je elitní francouzská škola, která připravuje důstojníky pozemních jednotek na jejich zaměstnání. Její deviza je « Ils s'instruisent pour vaincre » - Učí se, aby vítězili.

## Historie
Tato škola byla založena 1. března 1802 Napoleonem Bonapartem, který ji nejdřív umístil v Fontainebleau, později byla přesunuta do Saint-Cyr-l'École. Od roku 1945 sídlí v bretaňském Coëtquidan, místní části města Guer asi 40 kilometrů jihozápadně od Rennes.

## Absolventi
K nejznámějším absolventům patří Philippe Pétain, „Hrdina od Verdunu“ a pozdější státní prezident Vichistické Francie, Charles de Gaulle, který zde studoval v letech 1908 až 1912 a od roku 1921 přednášel.
Dalšími absolventy jsou:
- Roland Bonaparte (1858–1924)
- Marcel Carpentier (1895–1977)
- François Certain de Canrobert (1809–1895)
- Charles de Foucauld (1858–1916)
- Joseph Gallieni (1849–1916)
- Maurice Gamelin (1872–1958)
- Georges Louis Gombeaud (1870–1963)
- Philippe de Hauteclocque (1902–1947)
- Alphonse Juin (1888–1967)
- Jean de Lattre de Tassigny (1889–1952)
- Hubert Lyautey (1854–1934)
- Patrice de Mac-Mahon (1808–1893)
- Jacques Massu (1908–2002)
- Joseph de Goislard de Monsabert (1887–1981)
- Maximilian Georg Joseph Neumayer (1789–1866)
- Aimable Pélissier (1794–1864)
- Marie-Georges Picquart (1854–1914)
- Heliodor Píka (1897–1949)
- Haj Ali Razmara (1901–1951)
- Philippe Truttmann (1934–2007)
- Otto Wagner (1902–1974)
- Maxime Weygand (1867–1965)
- Zín Abidín bin Alí (1936–2019)
- Olivier de Germay (* 1960)